# Acidiphilium
Acidiphílium (лат.) — род бактерий из семейства Acetobacteraceae класса альфа-протеобактерий. Название Acidiphilium происходит от латинского acidum, что означает «кислота» и philum — «друг», «любящий», и обозначает дословно: «любящий кислоту».

## Классификация
На декабрь 2018 года в род включают 7 видов (ещё 2 перенесены в другие рода):
- Аcidiphilium acidophilum (Harrison 1983) Hiraishi et al. 1998 [syn. Thiobacillus acidophilus (ex Guay and Silver 1975) Harrison 1983][2]
- Acidiphilium angustum Wichlacz et al. 1986, видовой эпитет в переводе с латинского означает «маленький»[3]
- Acidiphilium cryptum Harrison 1981typus, видовой эпитет — «скрытый»[4]
- Acidiphilium iwatense Okamura et al. 2015, самый поздний из открытых видов
- Acidiphilium multivorum Wakao et al. 1995, видовой эпитет — «пожирающий многие вещества»[5]
- Acidiphilium organovorum Lobos et al. 1986, видовой эпитет — «пожирающий органику»[6]
- Acidiphilium rubrum Wichlacz et al. 1986, видовой эпитет — «красный»[7]

## Описание
Бактерии имеют вид прямых палочек с закругленными концами. Размеры варьируют у разных штаммов: диаметр от 0,3 до 1,2 мкм и длина от 0,6 до 4,2 мкм. Бактерии грамотрицательны и подвижны за счёт единственного полярного или двух латеральных жгутиков, но у некоторых штаммов клетки могут быть неподвижны. Не образует эндоспор. Бактерии рода являются аэробами, ацидофилами, мезофилами и хемоорганотрофами, и растут при рН от 2,5 до 5,9, но не при рН 6,1, отдельные штаммы растут и при рН 2,0. В процессе выделения некоторые штаммы могут не расти при обычно используемых концентрациях пептона и экстрактов в среде. Например, сухой триптиказо-соевый концентрат, добавленный в концентрации 0,05 %, может ингибировать рост, а в концентрации 0,01 % стимулировать его. Ацетат в качестве источника углерода не используют; это соединение может ингибировать рост. Легкоразлагаемым субстратом служит цитрат. Все штаммы растут за счет использования глюкозы, однако иногда требуется внесение в основную среду следовых количеств дрожжевого экстракта.

## Среда обитания
Бактерии были обнаружены в кислых минеральных природных средах: шахтных водах пиритовых рудников, отвалах угля с примесью пирита и отходах медных и урановых рудников. Виды Acidiphilium обнаружены также как спутники в накопительных культурах Thiobacillus ferrooxidans.